# Islas del Rey Jorge
Las islas del Rey Jorge (en francés, îles du Roi Georges) son tres atolones de las Tuamotu en la Polinesia Francesa. Están situados al norte del archipiélago, en el camino de Tahití en las Islas Marquesas. Administrativamente, los tres atolones forman una comuna. Consta de Takaroa, capital de la comuna; Takapoto, de forma similar al anterior y muy próximo; y Tikei, deshabitado y más lejano.
Fueron bautizados King George Islands por el inglés John Byron en 1765, en honor al rey Jorge III de Inglaterra. Las islas fueron descubiertas por los neerlandeses Jacob Le Maire y Willem Schouten en 1616, llamándolas Islas Sin Fondo (Sondre Grondt Eylandt) porque no pudieron anclar. No se dieron cuenta de que eran dos islas y el error le costó a Jacob Roggeveen, en 1722, perder uno de sus barcos en uno de los primeros naufragios en el Pacífico Sur. Sin darse cuenta de que eran las mismas de Le Maire y Schouten, Roggeveen denominó Takapoto como la isla Perniciosa.

## Takaroa
Takaroa es la capital de la comuna de las islas del Rey Jorge. Está situado a 575 km al noreste de Tahití. Es un atolón ovalado de 24 km de largo y 8 de ancho, con una superficie total de 113 km². La laguna interior se comunica con el océano por un paso de 3 m de profundidad. La villa principal es Teavaroa con un aeródromo situado a 2 km. La población total es de 1.003 habitantes (datos del censo del 2002). Un 90% de los habitantes son mormones y cuentan con un templo construido en 1891. También se encuentran restos de diversos templos polinesios (maraes). La actividad principal es el comercio de nácar y perlas negras.
El nombre Takaroa quiere decir "mentón largo". Otros nombres históricos son Tioka y Taaroa. El inglés John Byron la llamó Coral Island.
Takaroa es el nombre que se le da al dios del mar en la mitología Maorí, Tangaroa

## Takapoto
Takapoto es un atolón situado a 8 km al suroeste de Takaroa. Tiene una forma ovalada de 20 km de largo y 6 de ancho, con una superficie total de 100 km². La laguna interior está cerrada sin paso practicable al océano, pero el agua se renueva mediante canales submarinos y resulta bastante salada. La villa principal es Fakatopatere, situada al islote más grande donde hay también un aeródromo. La población total es de 521 habitantes. Las actividades principales son la pesca, la producción de copra y el cultivo de perlas. En este atolón se encuentra la más célebre de las ostras de perla negra, la pinctada margaritifera.
El nombre Takapoto quiere decir "mentón curto", por ser de dimensiones un poco más pequeñas que Takaroa. Se encuentran más de 22 maraes, antiguos templos polinesios.

## Tikei
Tikei es un atolón situado a 70 km al suroeste de Takapoto. La laguna interior no tiene ningún paso al océano y se encuentra casi seca. Está deshabitado y sin infraestructura alguna. Fue descubierto por el ruso Otto von Kotzebue en 1816, que lo llamó Romanzoff, nombre del patrocinador de la expedición.